# محمد ناری
محمد ناری (به انگلیسی: Muhammad Nari) یک شهرک در پاکستان است که در شهرستان چهارسده واقع شده‌است.